# 科辛斯凯
52°2′38″N 33°47′45″E / 52.04389°N 33.79583°E
科辛斯凱（烏克蘭語：Косинське）是位於烏克蘭東北部的村莊，由蘇梅州紹斯特卡區的赫盧希夫市鎮負責管轄。該村處於克萊姆利亞河右岸，海拔高度194米，2001年該村落人口20。